# Обич
О́бич — село в Україні, у Шумській міській громаді Кременецького району Тернопільської області. Розташоване на північному сході району. Межує село з південної сторони із с. Залісці, зі заходу – с. Жолобки, з сходу – с. Рохманів. 
Населення — 753 особи (2018).

## Населення

### Мова
Розподіл населення за рідною мовою за даними перепису 2001 року:
| Мова       | Кількість | Відсоток |
| ---------- | --------- | -------- |
| українська | 773       | 100%     |

## Історія
Назва Обич походить від слова «обіч». Дехто із старожилів твердить, що звалось воно в давнину Обуч. Тут «обучали» солдатів, яких ставили на постій.
Перша згадка про село датується 20 вересням 1441 роком. Проте, на території сучасного села Обич 1368 року князь Данило Острозький засновав монастир, що називався Татаринецьким. Існує думка, що монастир був меморіалом на честь перемоги війська князя Данила Острозького над татарами в 60-их роках XIV століття. Надалі монастир знаходився під опікою князівської династії, незважаючи навіть на те, що належав до земель роду Мокосіїв, а пізніше — Боговитинів. Зокрема, син Данила Федір Острозький (пізніше канонізований як святий) постачав монастир церковною літературою.
Татаринецький монастир в XVI столітті зазнав утисків з боку місцевих феодалів, однак, ігумен Мілетій Джуса добув для монастиря охоронну грамоту короля Сигізмунда II Августа, адже в той час монастир був потужним осередком культури та оборонною спорудою.
У кінці XVI століття монастир вже мав «Геннадіївську Біблію», переписану в Новгороді в 1489-99 роках, твори письменника-полеміста Мелетія Смотрицького, книги з математики, граматики, риторики, логіки слов'янською, грецькою та латинською мовами.
1605 року татарські війська спалили монастир. Проте, книги та архів були врятовані, бо оригінальні грамоти XVI століття були пізніше знайдені в Загаєцькому монастирі. Єрема Вишневецький його відбудував, щоправда на іншому місці. Цей монастир був дерев'яний і, за легендами, повторив долю свого попередника. При монастирі було кладовище, яке збереглось до цього часу разом з унікальними хрестами XVI—XVIII століття.
У 1809 році на цьому ж місці селяни збудували цегляний Миколаївський монастир. За священиків Василя Отецького та Фадея Лівневича біля монастиря в прибудові була бібліотека, тут зберігались книги, акти, грамоти, які вдалося врятувати від пожежі. Пізніше за священика Винадія монастир прибудували, біля церкви був притулок для вдів та сиріт. У 1920 роках утворився жіночий монастир, який існував до 1950 року.
На 1936 рік село входило до ґміни Шумськ Кременецького повіту.
Село Обич складається з кількох поселень, центр був на сході села — майдан, з якого розходяться всі дороги. Головна частина та найбільш заселена проходить середнім півостровом, а західна того ж самого поселення зветься «Теребежики». Ця назва успадкована від річки Теребіхе, що бере початок у західній частині вулиці. Частина села на південному півострові називаються «Зарічка», яка простягається на рівнину, так званий «Прогін».
Північна частина поселення за широкою розлогою долиною називається «Тарадайка». На захід від Тарадайки є урочище Замчисько. За легендою, тут був замок на крутій горі. Коли замок зруйнували, груди каміння поросли травою. Камінь із Замчиська ніхто не міг використати, а хто осмілився, тому з'являвся привид пані із замку, яка калічила сміливців.
Хутір Біликів, який розташований на північний схід від села, походить своїм початком з 1890 року. Хутір був розташований на найвищій точці села. До 1939 року він зріс до 14 родин.
У легендах та переказах, а також у Єпархіальних церковних відомостях згадується урочище на північ від села «Гута». У давні часи тут випалювали скло, від того і походить його назва; сліди гутництва збереглися і до наших днів.
Цікаву історію має центр села «Магазинисько», де тепер побудований клуб та медпункт. Тут стояв громадський магазин, куди селяни звозили лишки збіжжя, як страховий фонд на випадок  пожежі. Біля магазину щоночі постійно стояла варта  місцевих селян.
12 червня 2020 року, відповідно до розпорядження Кабінету Міністрів України № 724-р «Про визначення адміністративних центрів та затвердження територій територіальних громад Тернопільської області» село увійшло до складу Шумської міської громади.
19 липня 2020 року, в результаті адміністративно-територіальної реформи та ліквідації Шумського району, село увійшло до складу Кременецького району.

## Соціальна сфера
Діють Обицький НВК, церква Св. Миколая, клуб, бібліотека, магазини, бари, ФАП.
На території села є став загальною площею 18 га. Збудовано новий будинок, який використовується як будинок культури (за сприяння В. Аніна). Приміщення урочисто відкрили 2 листопада 2013 року. 

## Пам'ятки
Споруджено пам'ятник воїнам-односельцям, полеглим у німецько-радянській війні (1978).
На території села знаходиться історична пам'ятка «Замкова гора». У межах села знайдено пряслиця пізнього етапу трипільської культури (кінець IV тис. до н. е.,).

## Відомі люди
У селі народився Анін Віктор Іванович (2 грудня 1956) — український вчений у галузі будівництва.
В Обичі проживали: фольклористка М. Прончук, видатний вчитель-музикант та керівник Народного духового оркестру Ізерський Семен, Луцик Олександр Романович (1972—2022) — військовослужбовець Збройних сил України, учасник російсько-української війни.

## Галерея

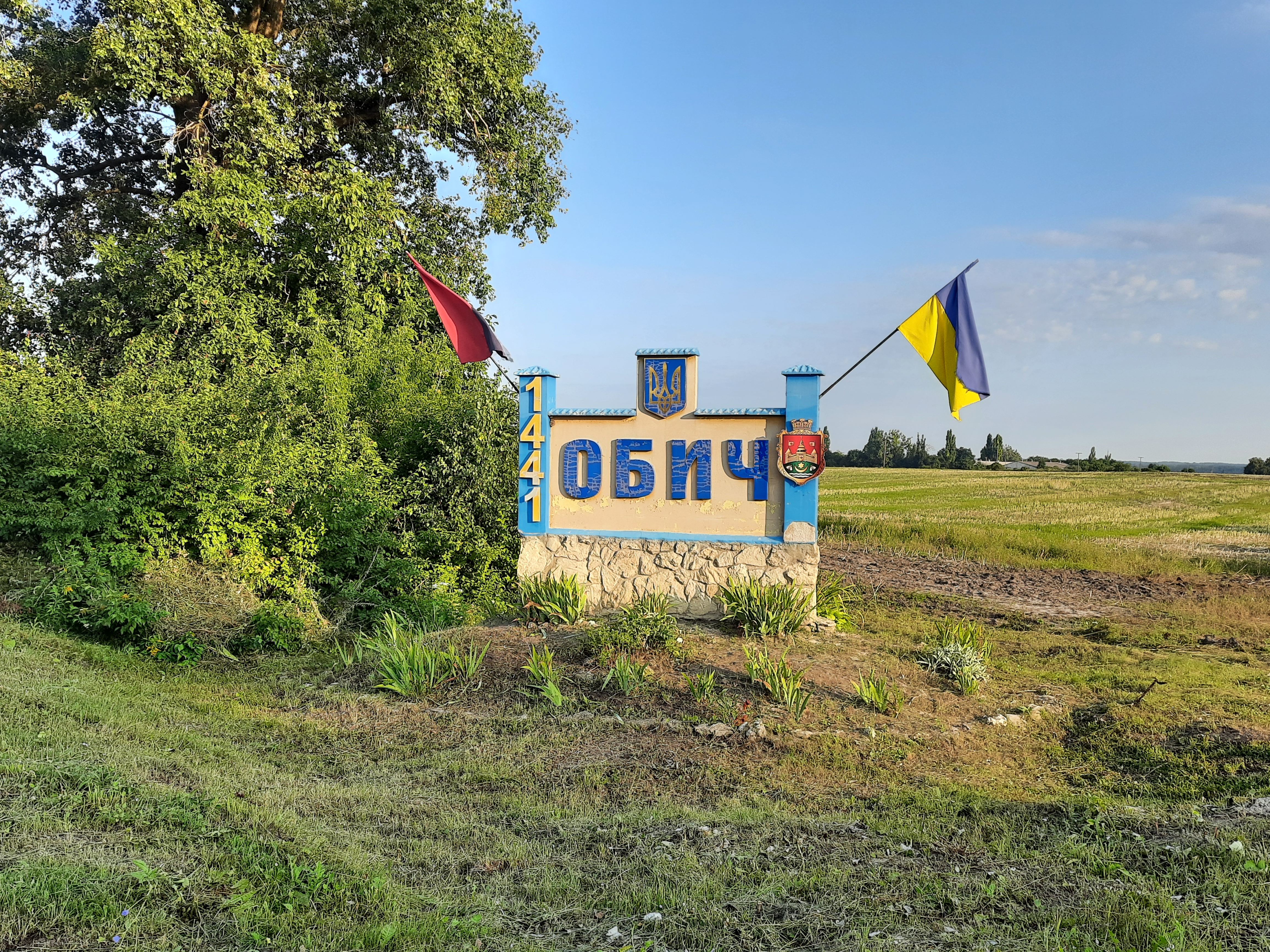
Знак при в'їзді в село
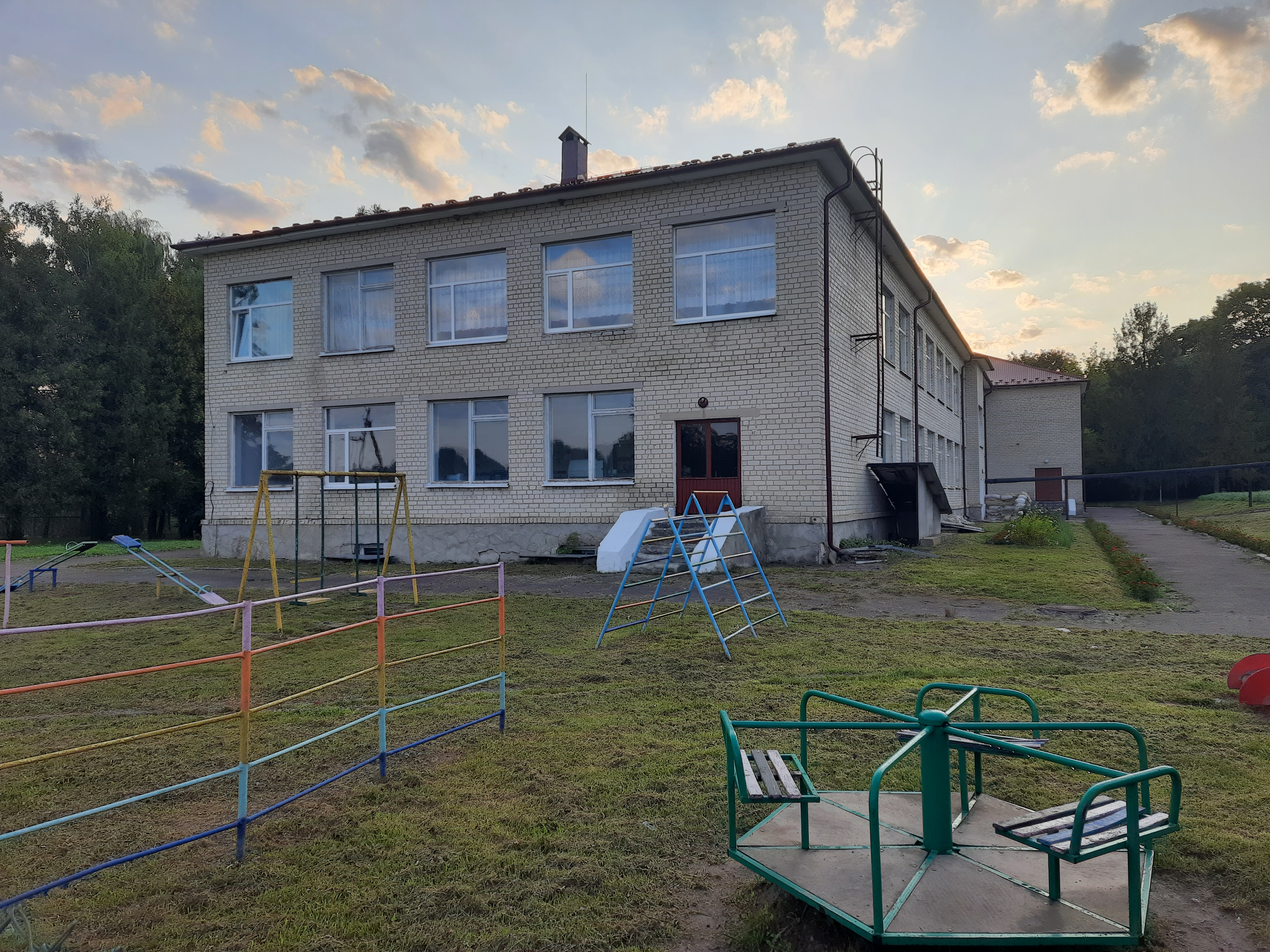
Школа
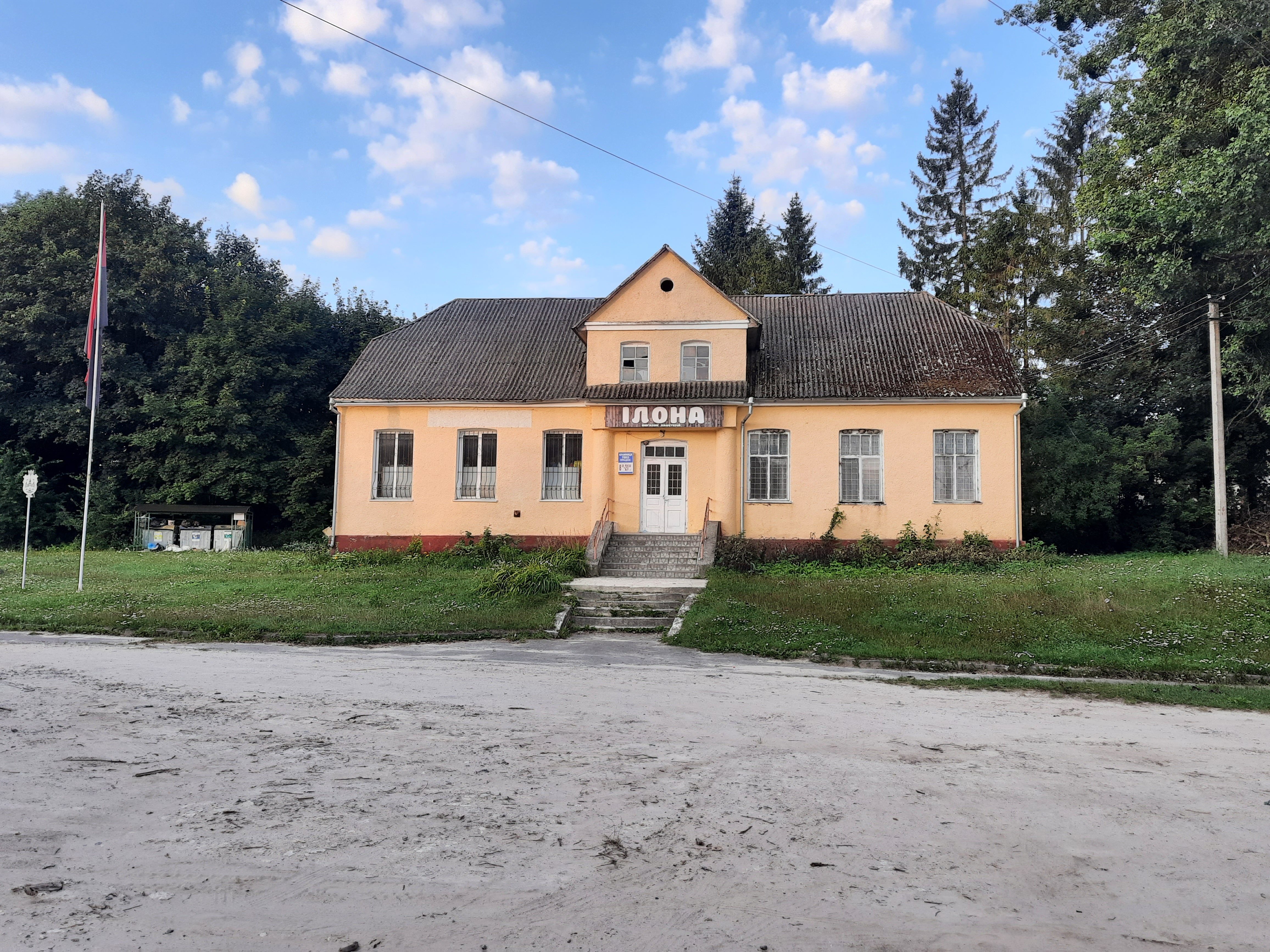
Крамниця
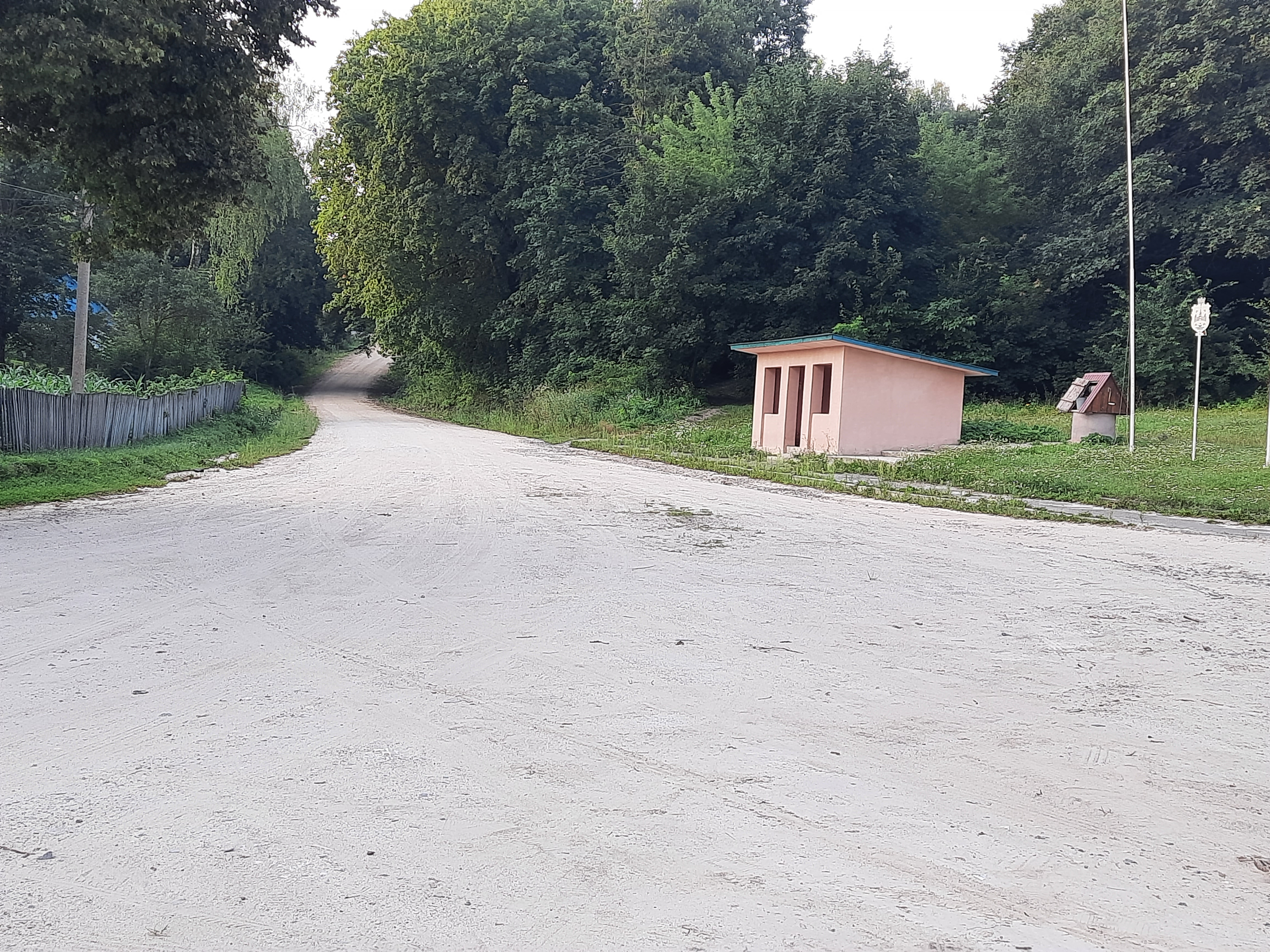
Автобусна зупинка
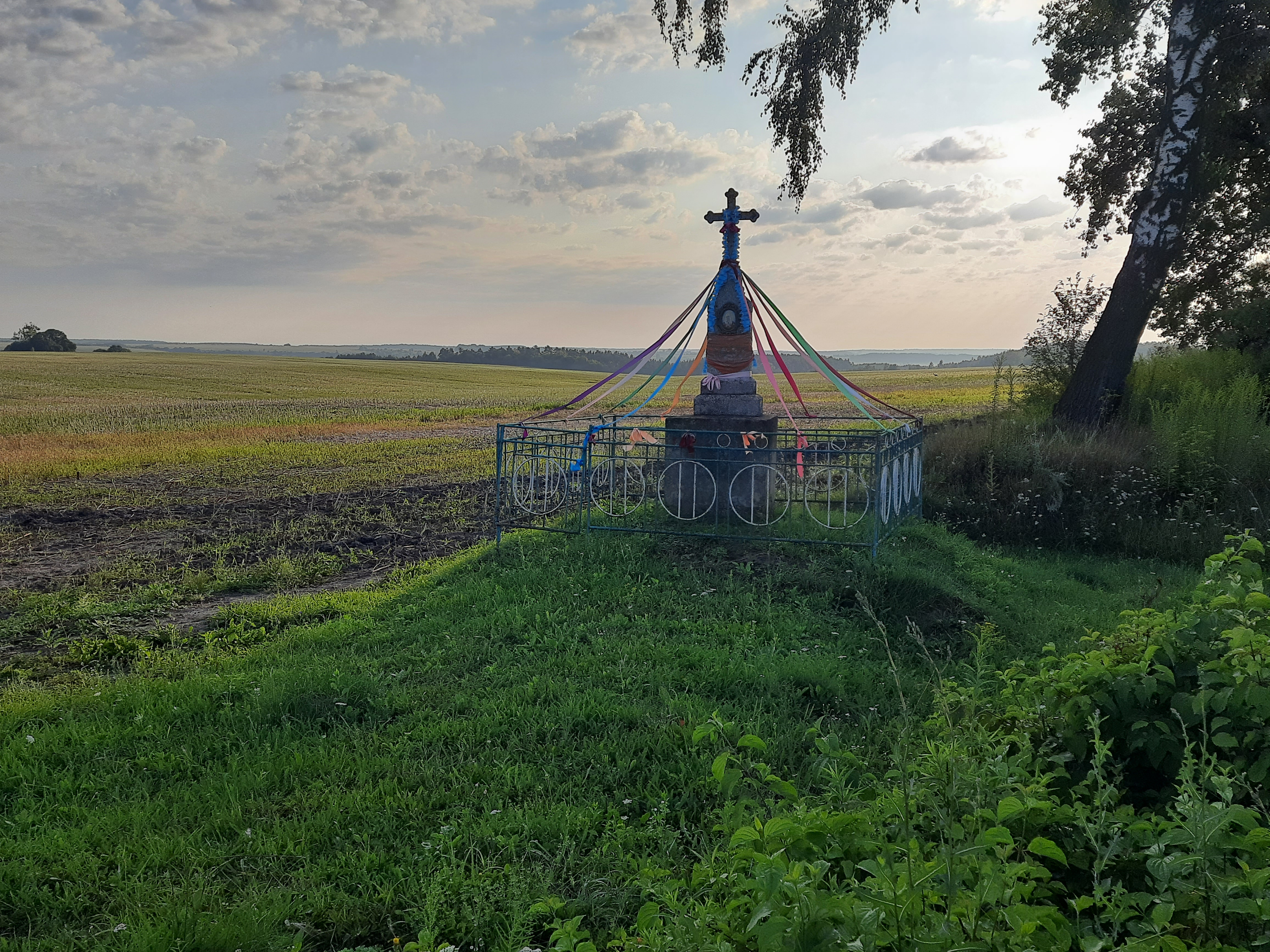
Пам'ятний хрест на околиці села